# Zemrane Charqia
Zemrane Charqia (franska: Zemrane Charqia (CR), Zemrane Charqia (Commune Rurale), arabiska: زمران) är en kommun i Marocko.   Den ligger i provinsen El Kelaâ des Sraghna och regionen Marrakech-Safi, i den norra delen av landet, 260 km söder om huvudstaden Rabat. Antalet invånare är 27 408.